# 轻功
輕功，中國武術的一種。

## 轻功分类
少林秘传轻功在其传播过程中，随着时代的变迁，由于师承和区域的不同、流派的时间长短不一，以及习练者个人的爱好、性格、气质、习惯的不同，使原有的形式、内容发生了一定程度的变化，从而形成了近代各种各样的类型。按区域划分，有福建少林轻功、河南少林轻功、广东少林轻功、峨眉少林轻功、东北少林轻功；按宗教门派划分有：达摩门、罗汉门、金刚门、韦陀门、自然门、密宗门轻功；按锻炼程度划分，又分为单练、对练、实战（包括按套路程序练习和自由实践搏斗）；按功法划分，又有少林内家轻功和外家轻功之分。内家轻功即以练意（以练各种“盘坐”、“桩功”为基础的意念练习）和以练气（配合拳、刀、枪、剑等动作和桩功所进行的轻气功功法锻炼）为主的少林轻功；外家轻功即以练内气为先，加以外练筋骨皮（以实战动作作为基础所进行的力量、强度和速度练习）；按形式划分，又分为纵跃式轻功、陆上超距离轻功、水上飞行功和柔骨功等不同层次的功与法练习的轻功。

## 常见的轻功種類
1. 飞檐走壁
2. 壁虎游墙
3. 陆地飞行功
4. 一苇渡江
5. 輕功水上飄

## 少林轻功

### 基本原理
1. 入境的原理
2. 激发能量的原理
3. 轻功不需要奔跑鼓势，两足一蹬，即可起高和跃远，其起如飞燕掠空，其落如晴蜒点水，着瓦不响，落地无声。它“轻”和“稳”的是其最大的特点。能“轻”和“稳”，全赖浮劲在身。《北史》曾记载，禅定寺旗幡竿上绳索断了，有沈光者口里衔着绳索，拍竿而上，直至龙头。事毕又透空而下，以掌拓地，倒行十余步，时人称为肉飞仙。

### 特点
1. 拳禅合一
2. 内外结合
3. 用法别奇

## 現實中的輕功
興起於法國的極限運動跑酷類似輕功的文藝描述。跑酷的實踐者透過一些訓練，能夠徒手蹬上高數米的牆及越過多種障礙物。

## 外部連結
- （简体中文） 传说里的中国功夫之轻功为什么绝迹了？ （页面存档备份，存于），东方体育日报